# 丸島隆雄
丸島 隆雄（まるしま たかお）は、神奈川県平塚市の郷土史研究者、柔道史研究者。神奈川県や平塚市に関する郷土史研究で知られ、「相模国中郡煤ヶ谷村における由井正雪一党搦取の一件」で新人物往来社郷土史研究賞の特賞を受賞している。

## 概要
1962年、神奈川県平塚市で生まれる。東海大学文学部史学科日本史専攻を卒業。
1987年の論文「近世前期相模と中原代官」は、中原代官を中心に相模国（神奈川県）の幕僚支配について整理したものであり、村上直らから「興味深い好論」と評価された。また、続く1988年には中原代官に加えて小田原藩との関係を問う「中原代官と小田原藩」を発表し、「興味深い事実が明らかにされている」と評価された。このほかにも平塚を中心とする神奈川県の歴史について研究しており、平塚を拠点に活動した平安時代の武将・佐奈田義忠に関する「真田与一の奮戦––忘れられた源平合戦の名場面」や、慶安の変（由井正雪の乱）の際の煤ヶ谷村での出来事を研究した「相模国中郡煤ヶ谷村における由井正雪一党搦取の一件」などの論稿がある。このうち、「相模国中郡煤ヶ谷村における由井正雪一党搦取の一件」は歴史専門出版社の新人物往来社が主催する第22回郷土史研究賞で最高賞の特賞を受賞した。平塚人物史研究会所属。郷土出版社の『図説平塚の歴史』でも執筆に参加している。
また、郷土史研究のかたわら、趣味の柔道の歴史についても研究している。1987年、『格闘技通信』誌の格闘技ライター公募に応募し、誌上で採用が応募作品「前田光世とシュート柔道」とともに発表される。翌号から7号にわたる連載「明治の柔道家・前田光世ー過激なる異種格闘の生涯」が始まる。連載の最終回では当時は日本では無名だったブラジリアン柔術のエリオ・グレイシーを紹介する。著書には『前田光世––世界柔道武者修業』、『講道館柔道対プロレス初対決 大正十年・サンテル事件』がある。後者に関しては、格闘技評論家の斎藤文彦がサンテル事件の一部始終をくわしく描いた研究書として紹介しており、斎藤からは「大正から昭和初期にかけての文献がていねいにリサーチされていて資料的価値はひじょうに高い」と評価されている。
このほか、紙芝居作りも手掛けており、紙芝居文化推進協議会主催の第16回手づくり紙芝居コンクールで神奈川県立図書館長賞を受賞している。こうした経験を活かし、平塚にゆかりのある歴史や人物を物語仕立てで紹介する活動も行っている。